# VY Sculptoris
VY Sculptoris és una estrella doble i variable cataclísmica del tipus VY Sculptoris a la constel·lació de l'Escultor.
És l'estrella prototip d'un grup d'estrelles binàries variables cataclísmiques formades per una nana blanca calenta i luminescent, i una nana vermella que ompli el lòbul de Roche, i que a intervals irregulars experimenta una disminució d'una o més magnituds a causa de la baixa transmissió de massa. Els eclipsis poden durar d’uns dies a diversos anys. El període orbital dels components de l'estrella binària sol ser de 0,12−0,18 dies.
El tipus de variable de vegades es denomina nova inversa perquè les estrelles d'aquesta categoria experimenten una atenuació notable de la brillantor, igual que les variables R CrB, en lloc d'erupcions espectaculars on augmenta la brillantor.
VY Sculptoris té una magnitud visual de +11,8 i en el moment de l'eclipsi es pot debilitar fins a obtenir una magnitud +18,6.